# プロメテ (フォーレ)

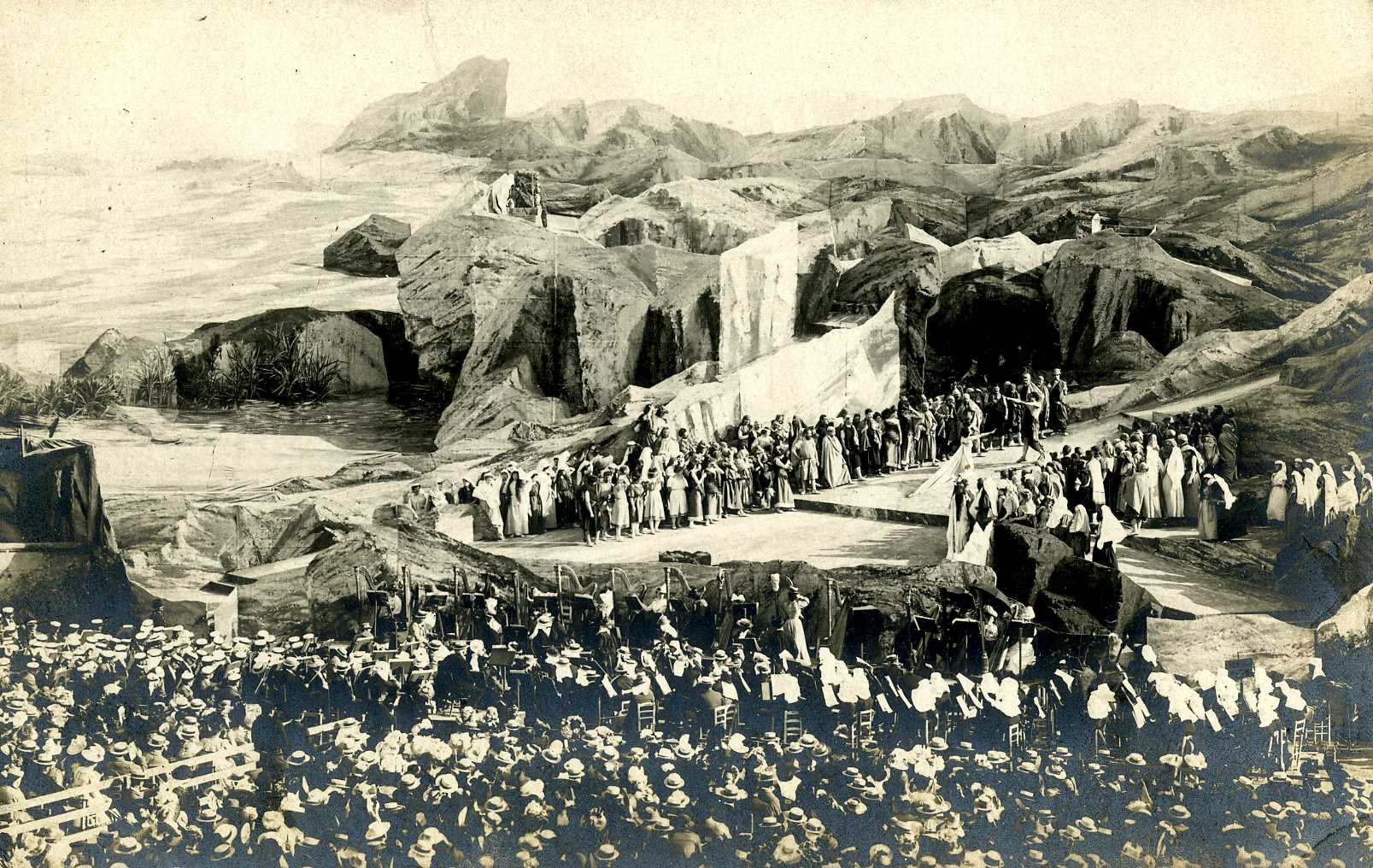
ベジエでの初演

『プロメテ』（フランス語: Prométhée、作品 82）は、ガブリエル・フォーレによる全3幕の抒情悲劇（オペラ）で、1900年 8月27日にベジエのアレーヌ・モデルヌ・ド・ベジエにて初演された。フランス語のリブレットは象徴派の詩人ジャン・ロランとアンドレ フェルディナン エロルド (1865年–1940年)によって書かれている。

## 概要
本作は部分的にギリシャ悲劇の『縛られたプロメテウス』の冒頭部分に基づいている。初演には約 800 人の演奏者 (2つの吹奏楽団と15台のハープを含む)が参加し、10,000 人の聴衆が訪れた。フォーレは本作を抒情悲劇として構想していたが、簡単に分類することは不可能で、声楽と管弦楽を備えた大規模なものを意図していた。本作は1914年から1916年にかけて、ジャン・ロジェ＝デュカスによってオーケストラの規模を縮小してスコアを作り直された。このバージョン (後にフォーレ自身によって改訂された) は1917年 5月17日にパリ・オペラ座で初演されたが、人気を獲得するには至らなかった。
ウォラックとウェストはこれをグランド・カンタータと呼び、登場人物の一部しか舞台で演技しないので、ほとんどオペラとは言い難い。ネクトゥーによれば「本作はイタリア風オペラ、楽劇、劇付随音楽を総合した作品として捉えられる」と言う。ウォラックとウェストは「フォーレは単なる合唱曲というよりオペラに近いものを意図していた。そして、ワーグナーが彼の音楽に与えた影響がいつ起こったのかを最もはっきり示す作品であると述べている」。
『ニューグローヴ世界音楽大事典』では「この台詞で語られる幕間劇をもつトラジェディ・リリックはナレーションをつけることで容易にコンサート上演用に改作しうる。オリジナルの歌詞は今では時代遅れになっているため、これが一般的な解決策である」と評価している。
このオペラが上演されることはほとんどないが、2011年 7月にはサンパウロの大学オペラセンターによってブラジル公演が上演された。このブラジルの作品にはセリフの代わりにレチタティーボが含まれており、指揮者で演出家のパウロ・マロンによる新しいオーケストレーションが含まれていた。

## 登場人物
| 人物名         | 声域         | 原語名     | 役                           | 1900年8月27日初演時のキャスト 指揮者： シャルル・ウスターシュ （Charles Eustace） |
| -------------- | ------------ | ---------- | ---------------------------- | --------------------------------------------------------------------------------- |
| プロメテ       | 台詞         | Prométhée  | ギリシア神話に登場する男神   | エドゥアール・ド・マックス                                                        |
| パンドール     | 台詞         | Pandore    | 人類最初の女性とされる。     | コラ・ラパルスリー                                                                |
| エルメス       | 台詞         | Hermès     | ギリシア神話に登場する青年神 | オデット・デ・フェル （Odette de Fehl）                                           |
| アエオネ       | ソプラノ     | Aenoë      | －                           | トレース （Torrês）                                                               |
| ビア           | ソプラノ     | Bia        | 武勇、暴力が神格化された女神 | カロリーヌ・フィエラン＝ペテル （Caroline Fiérens-Peters）                        |
| ガイア         | メゾソプラノ | Gaïa       | ギリシア神話に登場する女神   | ローザ・フェルディ （Rosa Feldy）                                                 |
| アンドロス     | テノール     | Andros     | －                           | シャルル・ルスリエール                                                            |
| クラトス       | テノール     | Kratos     | 強さや力が神格化された神     | フォンテ （Fonteix）                                                              |
| エファイストス | バス         | Hephaïstos | 炎と鍛冶の神                 | ジャン・ヴァリエ （Jean Vallier）                                                 |

## あらすじ

### 筋構成
オペラの基本になる筋書は「つぎはぎで、大半の部分が凡庸である」として非難されている。特に、重要なプロメテの対抗馬となるパンドールの導入が効果的ではない点が問題視される。第 1 幕の終結部で「彼女は死んだかのように倒れ」、これに引き続いて第 2 幕は彼女の遺体を運ぶ力強い葬列で始まる。そして、非現実的にも、彼女の対抗馬としての役割を果たすために、あろうことかパンドールは幕の後半で復活し、活躍し続けるのである。

### 第1幕
前奏曲の後に、アンドロスが男性たちを、アエノエが女性たちを率いて火の贈り物を喜ぶ集団合唱が続く。プロメテはその利点を称賛するが、パンドールはゼウスに逆らう彼の行動に反対する。その後、ガイアが現れ、タイタンに彼の行動の結果について警告する。彼女の後には、彼を罰するためにゼウスによって送られたクラトスとビアが続く。彼らと一緒に、プロメテの友人である神聖な鍛冶屋エパイストスもいる。3人はプロメテに宣告を告げる。彼は永遠に岩に鎖でつながれ、毎日黒い鷲が彼の静脈から血を飲むというものある。

### 第2幕
女声合唱がパンドールを葉の生い茂った枝の棺に乗せて登場し、その後アエノエが追悼の辞を述べる。プロメテは処刑人たちと共にオリンポスから戻ってくる。エパイストスは友人のことを嘆くが、ビアとクラトスはプロメテを岩に縛り付ける鎖をしっかりと作るためにそこに来ていた。血管を切り裂いて彼らは去り、復活したパンドールが再び入ってきて自分の運命を嘆くのだった。

### 第3幕
オセアニッドの合唱がパンドールを慰める。ビアとクラトスが戻ってきてパンドールとプロメテを脅し、エルメスもゼウスからの贈り物の箱を持って続く。プロメテから拒否するよう警告されたにもかかわらず、パンドールはそれを受け入れると言う。パンドールはそこで自分の涙が奇跡的にバルサムに変わっていることに気づく。オペラはゼウスの慈悲を讃えて終わる。

## 主な録音・録画
現在、商業録音はない。